# Utopia (hudební skupina)
Utopia je americká rocková skupina. Skupina vznikla v roce 1973 a jejím frontmanem byl Todd Rundgren. Ve skupině se prostřídalo více hudebníků a v roce 1986 se rozpadla. Poprvé byla jednorázově obnovena v roce 1992 a od roku 2011 koncertuje dodnes.

## Diskografie
Studiová alba
- Todd Rundgren's Utopia (1974)
- Disco Jets (1976)
- Ra (1977)
- Oops! Wrong Planet (1977)
- Adventures in Utopia (1979)
- Deface the Music (1980)
- Swing to the Right (1982)
- Utopia (1982)
- Oblivion (1984)
- P.O.V. (1985)